# Polimorfismo di conformazione del singolo filamento
Un polimorfismo di conformazione del singolo filamento, noto anche come SSCP (dall'inglese single-strand conformation polymorphism o single-strand chain polymorphism) è definito come la differenza di conformazione tra due sequenze nucleotidiche di identica lunghezza dovuta a differenze nella composizione delle sequenze stesse.
Questa qualità permette di separare e distinguere le sequenze attraverso un'elettroforesi su gel.

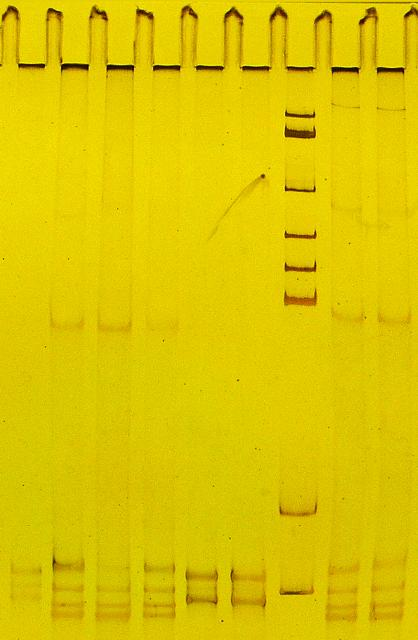
Gel su cui sono state caricate sequenze caratterizzate da single-strand conformation polymorphism

## Principio di funzionamento
Una mutazione puntiforme (i.e. la variazione di un singolo nucleotide) in una sequenza di DNA a doppio filamento non può essere distinta per elettroforesi, poiché le sue proprietà fisiche sono pressoché uguali per entrambi gli alleli. Dopo la denaturazione il DNA a singolo filamento (ssDNA), ripiegandosi nelle tre dimensioni, assume una conformazione sequenza-specifica. La differenza tra le forme dei due ssDNA (selvatico e mutato) contribuisce a differenziarne la distanza di migrazione su gel durante una corsa elettroforetica, nonostante la lunghezza sia identica.

## Applicazioni in biologia molecolare
L'analisi dei SSCP era in passato usato come metodo per individuare nuovi polimorfismi senza la necessità di ricorrere a DNA sequencing, ma con il miglioramento in termini di efficienza ed accuratezza dei metodi di sequenziamento non viene più adoperato a tale scopo. Oggigiorno, gli SSCP sono utilizzati come marcatori diagnostici in biologia molecolare per individuare rapidamente le frequenze alleliche.
L'analisi dei SSCP è altresì ampiamente utilizzata in virologia per discriminare la variabilità genetica tra diversi ceppi virali, con l'idea che precise particelle virali presenti in entrambi i ceppi saranno diverse a causa di mutazioni e dunque differenziabili in base a questo metodo.